# 29. september
29. september er dag 272 i året i den gregorianske kalender (dag 273 i skudår). Der er 93 dage tilbage af året.
Michaels (eller Mikkels) dag, opkaldt efter ærkeenglen Michael, der hævdes at stå ved Paradisets port, hvorfra han leder sjælene videre ind i Himlen.

### Begivenheder
Født - Dødsfald
- 1011 - Vikinger under ledelse af Thorkil den Høje indtager Canterbury og kidnapper ærkebiskop Ælfheah af Canterbury.
- 1267 - Montgomerytraktaten anerkender Llywelyn ap Gruffudd som Prince of Wales, men kun som vasal under kong Henrik 3. af England.
- 1399 - Henrik 4. efterfølger Richard 2. på den engelske trone. Henrik 4. regerer indtil 1413.
- 1497 - Slag ved Stockholm mellem Kong Hans' og Sten Stures tropper.[1]
- 1688 - Norske lov  træder i kraft.
- 1788 - Slaget ved Kvistrum Bro bliver udkæmpet i »Tyttebærkrigen« mellem en svensk og en dansk styrke.
- 1789 - Den amerikanske kongres træder for første gang sammen.
- 1829 - Efter en reorganisering af den eksisterende politistyrke begynder Metropolitan Police Service at patruljere i Londons gader, som en af de første politistyrker bygget efter moderne principper. De kaldes 'bobbies' efter grundlæggeren Robert "Bobby" Peel.
- 1911 - Den italiensk-tyrkiske krig udløses da Italien erklærer krig mod det Osmanniske rige pga. et italiensk ønske om territorial udvidelse i Tripolitania.
- 1917 - Danmarks første aktieselskabslov indføres.
- 1931 - Danmark følger Storbritannien og ophæver retten til at ombytte papirpenge med guld.
- 1938 - Ved firemagtskonferencen underskriver England, Frankrig, Italien og Tyskland den såkaldte München-overenskomst, og Sudeterområdet afstås til Tyskland. Chamberlain proklamerer ved hjemkomsten "Fred i hvor tid".
- 1950 - Bell Laboratories konstruerer den første automatiske telefonsvarer.
- 1964 - Den danske svømmer Greta Andersen svømmer over den Engelske Kanal i ny rekordtid 14 timer og 40 min.
- 1968 - Jørn Hjorting og Danmarks Radio lancerer "Dansktoppen".
- 1979 - Pave Johannes Paul II ankommer til Dublin og opfordrer til en fredelig løsning af konflikten i Nordirland.
- 2005 - Den tyske supermarkedskæde Lidl holder sit indtog i Danmark ved at åbne 13 butikker på én gang.
- 2019 - Københavns Metros tredje linje, M3 Cityringen, indvies.

### Født
- 1276 - Christoffer 2., konge af Danmark 1320-1326 og 1329-1332 (død 1332).
- 1518 - Jacopo Tintoretto, italiensk renæssancemaler (død 1594).
- 1547 - Miguel de Cervantes, spansk forfatter (Don Quijote) (død 1616).
- 1758 - Horatio Nelson (Lord Nelson), engelsk admiral (død 1805).
- 1832 - Joachim Oppenheim, rabbiner og forfatter (død 1891).
- 1899 - Ladislo Biro, ungarsk opfinder (død 1985).
- 1901 - Enrico Fermi, italienskfødt amerikansk fysiker (død 1954).
- 1904 - Greer Garson, amerikansk skuespillerinde (død 1996).
- 1912 - Michelangelo Antonioni, italiensk filminstruktør. (død 2007).
- 1921 - Ole Wivel, dansk forfatter og forlagsboghandler (død 2004).
- 1930 - Colin Dexter, engelsk krimiforfatter (død 2017).
- 1930 - Uffe Harder, dansk digter (død 2002).
- 1931 - Anita Ekberg, svensk filmskuespiller (død 2015).
- 1935 - Jerry Lee Lewis, amerikansk rocksanger og pianist (død 2022).
- 1936 - Silvio Berlusconi, italiensk mediekonge og ministerpræsident 2001-2006.
- 1936   - Sven Skovmand, dansk journalist og EU-parlamentariker.
- 1942 - Jean Luc Ponty, fransk jazzviolinist.
- 1942 - Madeline Kahn, amerikansk skuespillerinde (død 1999).
- 1943 - Lech Walesa, polsk oprører og præsident 1990-1995.
- 1944 - Torben Jensen, dansk skuespiller (død 2018).
- 1948 - Theo Jörgensmann, tysk jazzklarinettist.
- 1956 - Sebastian Coe, engelsk løber.
- 1958 - Karen Young, amerikansk skuespillerinde.
- 1970 - Nicolas Winding Refn, dansk filminstruktør.
- 1971 - Mackenzie Crook, britisk skuespiller.
- 1976 - Andriy Shevchenko, ukrainsk fodboldspiller.
- 1977 - Trine Jepsen, dansk sangerinde.
- 1981 - Julie Ølgaard, dansk skuespillerinde.
- 1994 - Marco Ilsø, dansk barneskuespiller.

### Dødsfald
- 1560 - Gustav Vasa, svensk konge (født 1496).
- 1835 - Frederik Christian Riisbrigh, dansk søofficer (født 1754).
- 1898 - Louise af Hessen-Kassel, dansk dronning (født 1817).
- 1902 - Emile Zola, fransk forfatter (født 1840).
- 1913 - Rudolf Diesel, franskfødt tysk ingeniør og opfinder af dieselmotoren (født 1858).
- 1953 - Ernst Reuter, tysk politiker og borgmester (født 1889).
- 1958 - Henrik Malberg, kgl. dansk skuespiller (født 1873).
- 1962 - Knud Kristensen, dansk politiker og statsminister (født 1880).
- 1967 - Carson McCullers, amerikansk forfatter (født 1917).
- 1973 - W. H. Auden, engelsk forfatter (født 1907).
- 1986 - Georg af Danmark, dansk prins (født 1920).
- 1997 - Roy Lichtenstein, amerikansk maler og skulptør (født 1923).
- 2001 - Niels-Jørgen Kaiser, DR- og Tivolidirektør (født 1930).
- 2001 - H.C. Toft, dansk politiker og minister (født 1914).
- 2007 - Lois Maxwell, canadisk skuespillerinde (født 1927).
- 2010 - Tony Curtis, amerikansk skuespiller (født 1925).